# 米基利斯凱 (別里斯拉夫區)
47°28′17″N 33°9′15″E / 47.47139°N 33.15417°E
米基利斯凯（烏克蘭語：Микільське）是位於烏克蘭南部的村莊，由赫爾松州別里斯拉夫區的科丘貝伊夫卡市鎮負責管轄。該村始建於1783年，面積7.54平方公里，海拔高度78米，2001年人口161，人口密度每平方公里21.4人。